# Robert Hunter (politiker)
Robert Hunter, född 13 oktober 1941 i Saint Boniface i Manitoba, död 2 maj 2005, var en kanadensisk journalist, miljöaktivist och politiker. 
Robert Hunter var en av Greenpeaces grundare.